# 臺中市大甲區順天國民小學
順天國民小學，位在臺灣臺中市大甲區。
該校創立於1946年2月，利用原大甲國民學校遺留之舊校舍而設立，並定名為大甲第三國民學校，實施國民教育，前臺中縣政府派黃富為創校校長。
1947年奉准改名為順天國民學校，並增設幼稚園。1968年遷移至現校址，1974年奉中華民國教育部令承辦啟智教育；並在1985年承辦美術實驗班工作，每學年甄收三年級學童一班，畢業後可就近報考大甲國中美術班，繼續國中美術實驗課程。